# Carlos Dalurzo
Carlos Dalurzo, född 9 april 1953, är en argentinsk friidrottare. Han deltog vid olympiska sommarspelen 1972.